# CONCACAF W 챔피언스컵
CONCACAF W 챔피언스컵(CONCACAF W Champions Cup)은 CONCACAF가 주관하는 연례 대륙별 여자 축구 클럽 대회로 북미, 중앙 아메리카 및 카리브해 지역의 클럽 챔피언을 결정한다. 이 대회는 북미 대륙의 각 지역의 최고의 여자 클럽들이 참가하며, 향후 FIFA 여자 클럽 월드컵의 지역 예선 토너먼트 역할을 할 예정이다.

## 역사
2024년 3월 12일, CONCACAF는 2024년 8월에 시작할 대회를 발표했다. 첫 대회는 캐나다, 엘살바도르, 코스타리카, 자메이카, 파나마, 멕시코, 그리고 미국 등 7개국 클럽들이 참가해 2025년 5월에 결선 토너먼트로 끝날 예정이다.

## 구성
토너먼트는 3단계로 구성될 예정이다. 예비 예선전은 2개팀이 경쟁을 하며, 승자가 조별 예선에 진출해 9개의 다른 클럽들과 합류한다. 조별 예선은 5개의 클럽씩 두 그룹으로 구성될 것이다. 각 클럽은 홈에서 2경기 그리고 원정에서 2경기씩, 각각 4경기를 치르게 될 것이다. 각 그룹의 상위 두 팀은 다음 해 5월에 열릴 녹아웃 스테이지에 진출하게 될 것이다.

## 같이 보기
- NWSL x 리가 MX 페메닐 썸머컵
- UNCAF 여자 인터클럽 챔피언십
- FIFA 여자 클럽 월드컵
  - AFC 여자 클럽 챔피언십
  - 코파 리베르타도레스 페메니나
  - UEFA 여자 챔피언스리그
  - OFC 여자 챔피언스리그
  - CAF 여자 챔피언스리그